# St. Erhard (Pflanzwirbach)

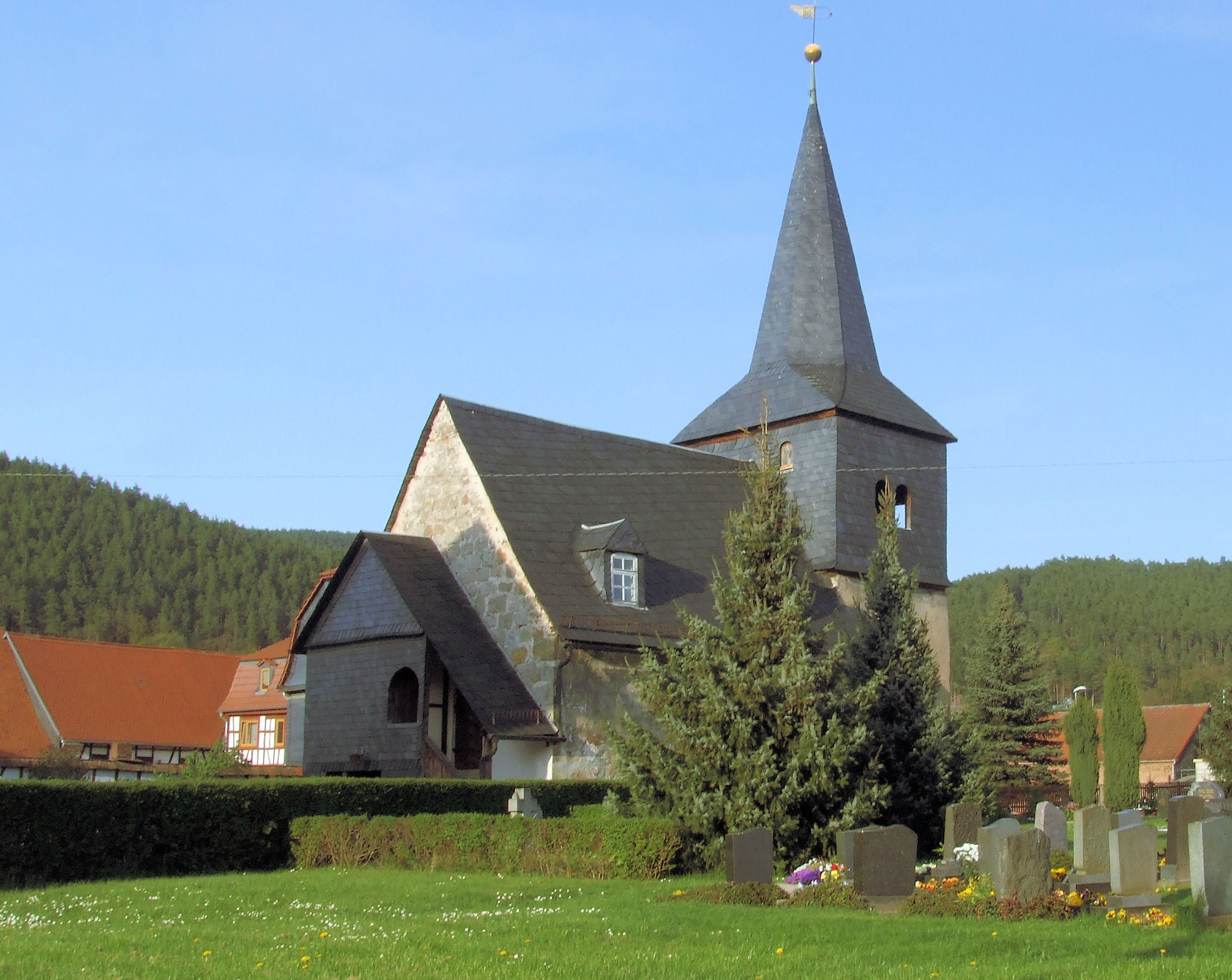
Die Kirche

Die evangelische Dorfkirche St. Erhard steht im Ortsteil Pflanzwirbach in der Stadt Rudolstadt im Landkreis Saalfeld-Rudolstadt in Thüringen.

## Geschichte
Die ursprünglich romanische Dorfkirche wurde im 12. oder 13. Jahrhundert für die Dörfer Pflanzwirbach und Ammelstädt gebaut und Bischof Erhard von Regensburg geweiht, da Ammelstädt einst zum Bistum Würzburg gehörte.
Der Innenraum des Gotteshauses geht auf einen Umbau von 1658 zurück. Weitere Sanierungen des Kirchenschiffes folgten 1843, 1870 und 2003 unter Berücksichtigung der Ursprünglichkeit.
2005 wurden die Kirchenbänke sitzfreundlicher umgebaut und 2006 mit einer Bankheizung versehen.
Die Orgel von Carl Loesche wurde 1885 eingebaut. 1995 wurde die Orgel von der Saalfelder Orgelbaufirma Rösel und Hercher überholt.